# Grand Theft Auto: Chinatown Wars
Grand Theft Auto: Chinatown Wars – przygodowa gra akcji wydana przez Rockstar Games na platformy Nintendo DS i PlayStation Portable w 2009 roku, iOS w 2010 roku oraz Android i Amazon Fire w 2014 roku.
Akcja gry toczy się w roku 2009 w mieście Liberty City znanym z Grand Theft Auto IV, bez jednej dzielnicy – Alderney. Miasto nie jest wprost identyczne z tym w Grand Theft Auto IV, różni się kilkoma drobiazgami.

## Fabuła
Gra zaczyna się w momencie, gdy główny bohater, Huang Lee, przylatuje do Liberty City po to, by dostarczyć miecz swojemu wujkowi, Wu Lee. Gdy wychodził z samolotu, doszło do ataku dwóch napastników. Huang został postrzelony w głowę. Myśląc, że nie żyje, napastnicy postanowili go okraść i porzucić. Gdy dojechali do rzeki, wrzucili tam samochód, w którym znajdował się Huang. Bohater wybija szybę tonącego pojazdu, rozpoczynając tym samym grę.

## Rozgrywka
GTA: Chinatown Wars skupia się na postaci Huanga Lee i jego pobycie w tytułowej dzielnicy Liberty City.